# Oedipodinae
Oedipodinae es una subfamilia de insectos ortópteros caelíferos perteneciente a la familia Acrididae. Se distribuyen por todo el mundo, excepto zonas polares y Groenlandia. La mayoría de las especies tienen una banda oscura en las alas posteriores.
Algunas especies son serias plagas, algunas son migratorias. Las mejor conocidas son:
- Locusta migratoria: langosta migratoria
- Chortoicetes terminifera: langosta australiana
- Locustana pardalina: langosta marrón

## Géneros
Según Orthoptera Species File (5.0):
- Acrotylini Johnston, 1956
  - Acrotylus Fieber, 1853
  - Pusana Uvarov, 1940
- Anconiini Hebard, 1937
  - Anconia Scudder, 1876
- Arphiini Otte, 1995
  - Arphia Stål, 1873
  - Lactista Saussure, 1884
  - Leuronotina Hebard, 1932
  - Tomonotus Saussure, 1861
- Bryodemini Bey-Bienko, 1930
  - Andrea Mishchenko, 1989
  - Angaracris Bei-Bienko, 1930
  - Bryodema Fieber, 1853
  - Bryodemacris Benediktov, 1998
  - Bryodemella Yin, 1982
  - Compsorhipis Saussure, 1889
  - Uvaroviola Bei-Bienko, 1930
- Chortophagini Otte, 1995
  - Chimarocephala Scudder, 1875
  - Chortophaga Saussure, 1884
  - Encoptolophus Scudder, 1875
  - Nebulatettix Gómez, Lightfoot & Miller, 2012
  - Shotwellia Gurney, 1940
- Epacromiini Brunner von Wattenwyl, 1893

- - Aiolopus Fieber, 1853
  - Demirsoyus Sirin & Çiplak, 2004
  - Epacromius Uvarov, 1942
  - Heteropternis Stål, 1873
  - Hilethera Uvarov, 1923
  - Jasomenia Bolívar, 1914
  - Paracinema Fischer, 1853
  - Parahilethera Zheng & Ren, 2007
  - Platypygius Uvarov, 1942
- Hippiscini Otte, 1984
  - Agymnastus Scudder, 1897
  - Camnula Stål, 1873
  - Cratypedes Scudder, 1876
  - Hadrotettix Scudder, 1876
  - Heliastus Saussure, 1884
  - Hippiscus Saussure, 1861
  - Leprus Saussure, 1861
  - Pardalophora Saussure, 1884
  - Sticthippus Scudder, 1892
  - Xanthippus Saussure, 1884
- Locustini Kirby, 1825
  - Brunnerella Saussure, 1888
  - Chifanicus Benediktov, 2001
  - Gastrimargus Saussure, 1884
  - Grammoscapha Uvarov, 1942
  - Locusta Linnaeus, 1758
  - Locustana Uvarov, 1921
  - Oedaleus Fieber, 1853
  - Psophus Fieber, 1853
  - Pternoscirta Saussure, 1884
  - Ptetica Saussure, 1884
  - Pycnodictya Stål, 1873

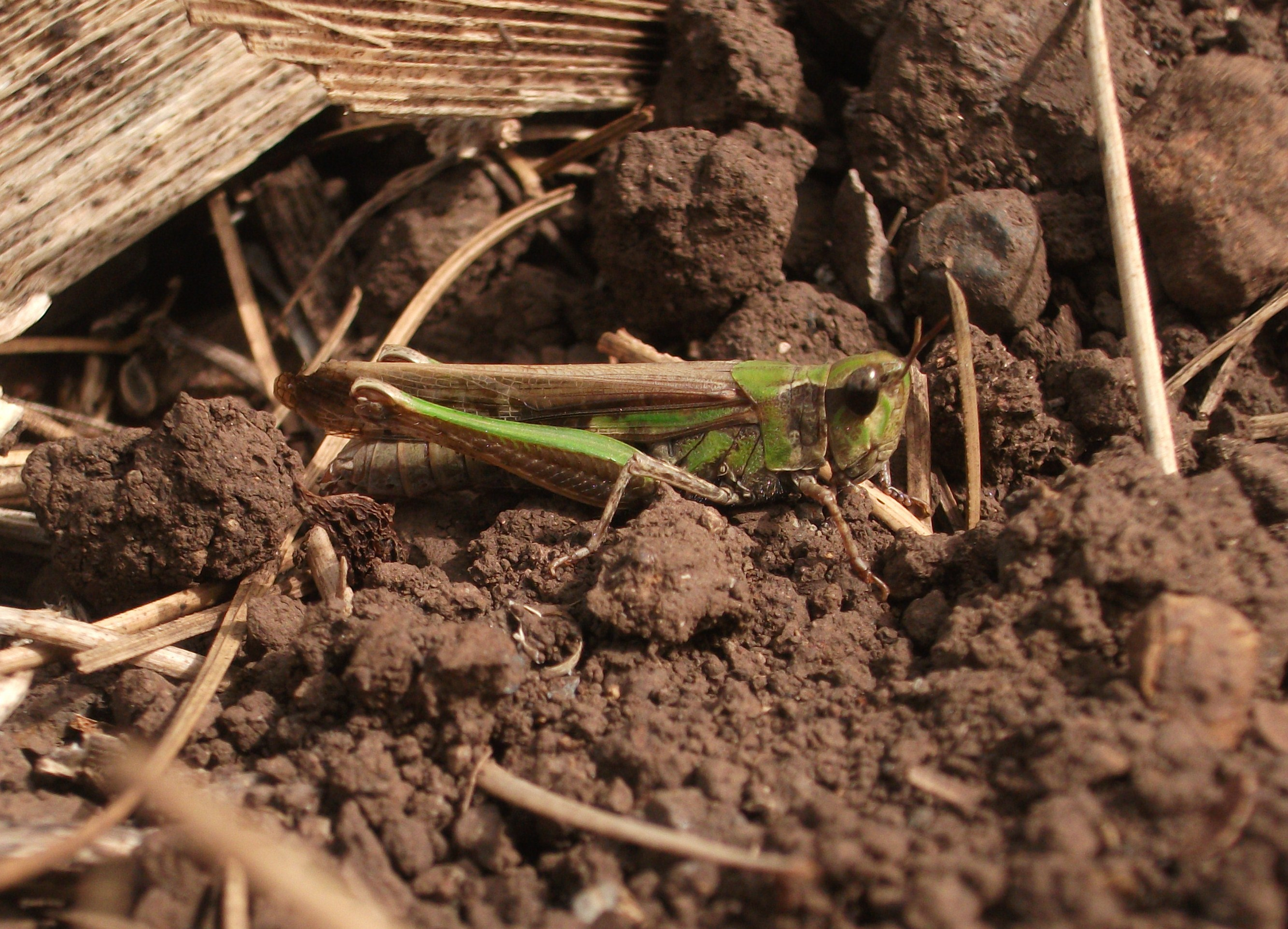
Aiolopus thalassinus

  - Pyrgodera Fischer von Waldheim, 1846
  - Scintharista Saussure, 1884
- Macherocerini Otte, 1995
  - Machaerocera Saussure, 1859
- Oedipodini Walker, 1871
  - Celes Saussure, 1884
  - Mioscirtus Saussure, 1888
  - Ochyracris Zheng, 1991
  - Oedipoda Latreille, 1829
  - Oedipodacris Willemse, 1932
- Parapleurini Brunner von Wattenwyl, 1893
  - Ceracris Walker, 1870
  - Ceracrisoides Liu, 1985
  - Formosacris Willemse, 1951
  - Mecostethus Fieber, 1852
  - Parapleurodes Ramme, 1941
  - Stethophyma Fischer, 1853
  - Yiacris Zheng & Chen, 1993
- Psinidiini Otte, 1984
  - Derotmema Scudder, 1876
  - Hippopedon Saussure, 1861
  - Mestobregma Scudder, 1876
  - Metator McNeill, 1901
  - Psinidia Stål, 1873
  - Trachyrhachys Scudder, 1876
  - Trepidulus McNeill, 1901
- Sphingonotini Johnston, 1956
  - Conipoda Saussure, 1884
  - Cophotylus Krauss, 1902
  - Eusphingoderus Bei-Bienko, 1950
  - Eusphingonotus Bei-Bienko, 1950
  - Heliopteryx Uvarov, 1914
  - Helioscirtus Saussure, 1884
  - Hyalorrhipis Saussure, 1884
  - Microtes Scudder, 1900
  - Phaeonotus Popov, 1951
  - Pseudoceles Bolívar, 1899
  - Quadriverticis Zheng, 1999
  - Sphingoderus Bei-Bienko, 1950
  - Sphingonotus Fieber, 1852
  - Tetramerotropis Saussure, 1888
  - Thalpomena Saussure, 1884
  - Vosseleriana Uvarov, 1924
- Trilophidiini Shumakov, 1963
  - Trilophidia Stål, 1873
- Trimerotropini Blatchley, 1920
  - Circotettix Scudder, 1876
  - Conozoa Saussure, 1884
  - Dissosteira Scudder, 1876
  - Spharagemon Scudder, 1875
  - Trimerotropis Stål, 1873
- Tropidolophini Otte, 1995
  - Tropidolophus Thomas, 1873
- tribu indeterminada
  - Angaracrisoides Gong & Zheng, 2003
  - Asphingoderus Bei-Bienko, 1950
  - Atympanum Yin, 1982
  - Aulocaroides Werner, 1913
  - Aurilobulus Yin, 1979
  - Austroicetes Uvarov, 1925
  - Brancsikellus Berg, 1899
  - Chinabacris Kumar & Usmani, 2016
  - Chloebora Saussure, 1884
  - Chondronotulus Uvarov, 1956
  - Chortoicetes Brunner von Wattenwyl, 1893
  - Crinita Dirsh, 1949
  - Cyanicaudata Yin, 1979
  - Diraneura Scudder, 1897
  - Dittopternis Saussure, 1884
  - Elmisia Dirsh, 1949
  - Eremoscopus Bei-Bienko, 1951
  - Eurysternacris Chopard, 1947
  - Fitzgeraldia Uvarov, 1952
  - Homoeopternis Uvarov, 1953
  - Humbe Bolívar, 1882
  - Jinabia Uvarov, 1952
  - Kinshaties Zheng, 1977
  - Leptopternis Saussure, 1884
  - Melaniacris Zheng, Zhao & Dong, 2011
  - Meristopteryx Saussure, 1888
  - Morphacris Walker, 1870
  - Nepalacris Balderson & Yin, 1987
  - Oreacris Bolívar, 1911
  - Promesosternus Yin, 1982
  - Pseudaiolopus Hollis, 1967
  - Pycnocrania Uvarov, 1941
  - Pycnodella Descamps, 1965
  - Pycnostictus Saussure, 1884
  - Qualetta Sjöstedt, 1921
  - Rashidia Uvarov, 1933
  - Tibetacris Chen, 1964
  - Tmetonota Saussure, 1884
  - Zimbabwea Miller, 1949
  - †Aestilocusta Zhang, 1989
  - †Mioedipoda Stidham & Stidham, 2000
  - †Nymphacrida Zhang, Sun & Zhang, 1994
  - †Oedemastopoda Zhang, Sun & Zhang, 1994